# Classificació de tipus de jugadors de Bartle
La taxonomia de tipus de jugador és una classificació de jugadors de videojoc (gamers) que va ser realitzada el 1996 per Richard Bartle. La classificació descrita en Hearts. Clubs, Diamonds, Spades: Players Who suit MUDs, classifica el perfil de jugador segons la personalitat i comportament que mostren en jocs MUD (multi-user dungeons), encara que ara també refereix a jugadors de videojocs individuals.
La taxonomia a l'inici separava els jugadors en Hearts, Clubs, Diamonds i Spades, però van modificar els noms per: Triomfador, Explorador, Socialitzador, i Competidor. Aquests apareixen d'un model de 2 eixos, on en l'eix X s'hi representa preferència per interaccionar més o menys amb altres jugadors. Com més a la dreta és defineixen com a jugadors més independents, i més a l'esquerra jugadors amb preferència de joc més comunitari, social. En l'eix Y s'hi representa preferència per interactuar. Un cop delitmitades les característiques dels eixos, podem dir on es troben delimitats els tipus de jugadors. En l'extrem nord-est s'hi troben els triomfadors, al nord-oest els competidors, al sud-est els exploradors i al sud-oest els socialitzadors.
El test conegut com a Bartle Test of Gamer Psychology basat en la psicologia de la taxonomia de Bartle va ser creat entre 1999–2000 per Erwin Andreasen i Brandon Downey, i contenia una sèrie de qüestions i un puntuació per les respostes. Tot i que la prova ha obtingut crítiques per la naturalesa del seu mètode de pregunta-resposta.

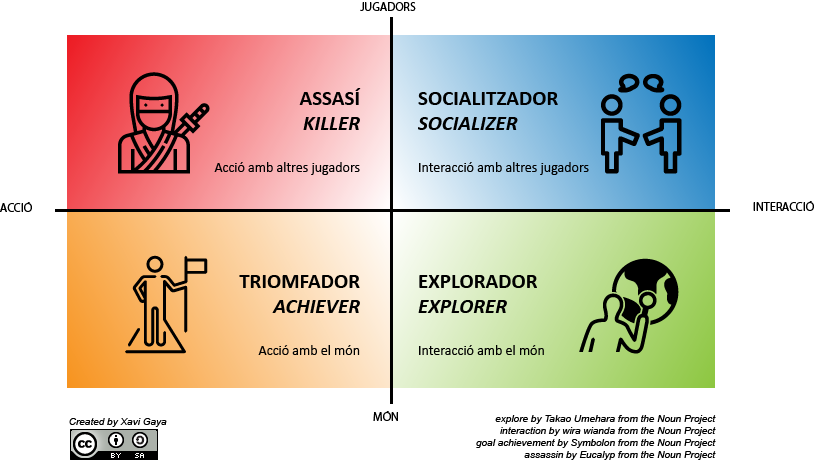
Taxonomia de Bartle

El resultat de la prova és el "Bartle Quocient", el qual es calcula basantse en les respostes a una sèrie de 30 qüestions aleatòries a la prova. Per exemple, una persona pot marcar "100% Competidors, 50% Socialitzador, 40% Triomfador, 10% Exploador", el qual indica un jugador que prefereix lluitar contra els altres jugadors abans de qualsevol altra àrea d'interès. Les puntuacions són típicament abreujades per la primera lletra de cada categoria, per ordre del quocient. En l'exemple anterior, aquest resultat seria descrit com a "resultat" de CSTE.

## Tipus de jugadors

### Triomfadors
A l'inici coneguts com a "Diamants", aquests són jugadors que prefereixen obtenir "punts", nivells, equipament o altres elements concretes que puguin demostrar l'èxit en un joc. Normalment inverteixen moltes hores per aconseguir recompenses que els retornin benefici, senzillament pel prestigi de tenir-lo. Són jugadors que requereixen de novetats constants en el joc, ja que sinó un cop obtinguts tots els èxits, abandonen el joc, ja que normalment el contacte amb la comunitat és nul.

### Exploradors
Són jugadors que prefereixen descobrir àrees, creant mapes i aprenent a descobrir el que està amagat. Sovint se senten restringits quan un joc delimita el temps, i no els permet mirar al voltant al seu propi ritme. Els agrada descobrir racons amagats i poder reconèixer tot el que els dissenyadors han elaborat. Són jugadors exigents i igual que els triomfadors, sempre demanen d'evolucions i novetats en dintre del joc.

### Socialitzadors
Hi ha una multitud de gamers que escull jugar a jocs per l'aspecte social, més que el joc en si. Per ells el més divertit d'un joc és interaccionar amb altres jugadors. El joc és merament una eina que utilitzen per conèixer altres jugadors dins o fora d'ell. Són els usuaris que normalment usen elements de comunicació com els xats, foros, wikis, per tal de mantenir la comunitat activa.

### Competidors
Són molt competitius amb altres jugadors, i prefereixen lluitar contra adversaris programats per ordinador. Tot i que prefereixen jugar en comunitat, el seu interès en el joc és limitat, ja que prefereixen actuar sobre la resta de jugadors tractant-los com a objectes del joc, i intenten dominar el joc i la resta de jugadors. Molts competidors en un joc poden convertir-lo en nociu, però un nombre equilibrat amb triomfadors, pot enriquir l'experiència.

## Aplicació
A més d'ajudar els jugadors defineixen les seves preferències quan juguen al joc, la classificació de Bartle també ha estat utilitzada per dissenyadors de joc per ajudar a definir els requisits de jocs que són pretesos per apel·lar a una audiència particular.

## Història
Durant 2006, després d'estar deu anys en un servidor de web mantingut per Erwin Andreasen, la base de dades coneguda amb escala de problemes intractable, després de diversos mesos, la prova va ser reescrita i moguda a GamerDNA servidors, conservant totes les proves de dades originals.

## Expandir categories
Richard Bartle també va crear una versió del seu model de tipus de jugador que va incloure un tercer eix d'implícit/explícit, dirigint a vuit tipus de jugadors.
Triomfadors
- Planificador (explícit)
- Oportunista (implícit)

Explorador
- Científic (explícit)
- Hacker (Implícit)

Socialitzador
- Networker (Explícit)
- Amic (implícit)

Assassí
- Polític (explícit)
- Griefer (Implícit)

Segons Bartle: "La versió de 4 parts és fàcil de dibuixar perquè és 2D, però el 8-parts és 3D i, per tant, és molt més difícil de dibuixar .

## Crítica
Les divisions proporcionen una idea per investigar la psicologia dels jugadors; tanmateix, els estudis han remarcat limitacions. Per exemple, Nick Yee ha argumentat que un "marc" de component proporciona poder més explicatiu que un "marc" de categoria. Els factors de motivació de Bartle van ser analitzats per correlació per l'anàlisi factorial basada en una mostra de 7,000 jugadors de MMO. Un dels resultats era que el Bartle tipus Explorador no va aparèixer i el seu subfactors "explorant el món" i "analitzant la mecànica de joc" no va correlacionar. Jon Radoff ha proposat un nou model de quatre quadrants de motivacions de jugador que té com a objectiu combinar simplicitat juntament amb els elements motivacionals importants que apliquen a tots els jocs.